# Mercy Johnson
Mercy Johnson Okojie, née le 28 août 1984, est une actrice, réalisatrice et productrice de cinéma nigériane. Son parcours est assez révélateur du mode de fonctionnement de Nollywwood (et de l'envers du décor), avec des tournages très rapides, de nombreux candidats ou candidates pour le casting, des comédiens qui multiplient les tournages et des coûts de production compressés, y compris sur les cachets de ces comédiens.

## Biographie

### Enfance et formation
Mercy Johnson Okojie  est originaire d'Okene, dans l'État de Kogi. Née en 1984 à Lagos d'un ancien officier de marine, Daniel Johnson, et de son épouse Elizabeth, elle est le quatrième enfant d'une famille de sept. Elle a commencé ses études primaires à Calabar, dans l'État de Cross River. Son père, officier de marine, a ensuite été muté dans l'État de Lagos, où elle a poursuivi ses études à l'école primaire de la marine nigériane,  à Port Harcourt. Elle fait ses études secondaires à la Rivers State Secondary School, ainsi qu'à la Nigerian Navy Secondary School de Port Harcourt.

### Carrière dans le cinéma
Juste après ses études secondaires, elle auditionne pour un rôle dans le film intitulé The Maid (diffusé en 2004) et a l’opportunité de jouer ensuite dans d'autres films. En 2009, elle remporte le prix de la meilleure actrice dans unsecond rôle lors de la cérémonie des African Movie Awards 2009 pour sa performance dans le film Live to Remember et le prix de la meilleure actrice lors des Africa Magic Viewers Choice Awards 2013 pour son rôle dans la comédie Dumebi the Dirty Girl. 
Sa notoriété augmente. En 2011, notamment, elle est la célébrité nigériane la plus recherchée sur Google. Par ailleurs, elle épouse le prince Odianosen Okojie le 27 août 2011,. Dans la deuxième partie des années 2000 et le début des années 2010, elle multiplie les tournages : douze, quinze ou vingt projets de films vidéos par an.
Fin 2013 et jusque mars 2014, elle est en conflit avec les distributeurs de films de Nollywood, qui financent les nouvelles productions cinématographiques, en raison des exigences de Mercy Johnson sur ses cachets, un conflit qui rappelle celui survenu dans les années 2000 avec huit  stars de premiers plans de Nollywood ( Genevieve Nnaji, Omotola Jalade Ekeinde, Richard Mofe Damijo, Emeka Ike, Ramsey Nouah, Nkem Owoh, Stella Damasus et Jim Iyke), un long conflit qui a bénéficié à la carrière d’acteurs plus jeunes dont justement Mercy Johnson. Ce conflit s’était traduit par l'émergence d'une nouvelle génération de stars de Nollywood. Là encore en 2013, l’industrie de Nollywood fait appel à des comédiennes plus jeunes pour éviter de confier des rôles à Mercy Johnson, dont elle juge les prétentions excessives sur les cachets. Elle tourne dans cette période dans un film international hors Nollywood, 30 Days in Atlanta. Elle commence à s’orienter vers des activités de productrice et réalisatrice, et associe également son image à la promotion de produits, tel l’accord trouvé avec l'entreprise Chi Limited. Le conflit sur ses cachets de comédienne se résout en mars 2014.
Elle fait ses débuts en tant que productrice de films avec The Legend of Inikpi.

## Filmographie
Mercy Johnson Okojie a joué en quelques années dans plus de 100 films depuis ses débuts à Nollywwod et continue de travailler en tant que productrice, réalisatrice et actrice.
- 2004 :The Maid, Jane
- 2004 : Into Temptation
- 2004 : House Party
- 2005 : Women in Power, Julia
- 2005 : Lost to Lust, Esther
- 2005 : Kill the Bride, Love
- 2006 :  Under the Sky,Supriya
- 2006 : Under Control,  Eve
- 2006 : Thanksgiving, Gift
- 2006 :  Sweet Mama,Viola
- 2006 : Dear Mama, Viola
- 2006 : Pay Day
- 2006 : Painful World, Anny
- 2006 : One-Bullet, Juliet
- 2006 : Oath of a Priest, Kate
- 2006 :  Married to the Enemy, Vera
- 2006 : Last Kiss
- 2006 : Endless Night
- 2006 : Emotional Blunder, Yvone
- 2006 : 19 Macaulay Street
- 2007 : Wealth Aside
- 2007 : Twist of Fate, Buchi
- 2007 : The Scorpion God, Ihuoma
- 2007 : The Last Tradition
- 2007 : Take Me Home, Loveth,
- 2007 : Look Into My Eyes,  Loveth
- 2007 : Sunny My Son, Juliet
- 2007 : My Beloved Son, Juliet
- 2007 : She is My Sister, Nancy
- 2007 : Power of Justice, Nkechi
- 2007 : Kolomental, Anna
- 2007 : Keziah, Keziah
- 2007 : Genevieve, Example
- 2007 : Evil Agenda, Diane
- 2007 : Desperate Ladies, Annabel
- 2007 : Crisis in Paradise, Kella
- 2007 : Breath of Anger, Chiaku
- 2007 : Area Mama, Adanne
- 2007 : Tiger King, Akwaugo
- 2008 : The Gods Are Wise, Adaugo
- 2008 : Temple of Justice, Nkechi
- 2008 : Tell Me Why, Jovita
- 2008 : Soul Of A Maiden, Nuria
- 2008 : Strength to Strength, Jane
- 2008 : Sin No More, Bridget
- 2008 : Live to Remember, Buchi
- 2008 : Kiss My Pain, Mai
- 2008 : Forest of Promises, Police Inspector Bisi
- 2008 : Don't Wanna Be a Player, Monalisa
- 2008 : Corporate Maid, Rose
- 2008 : Act of Faith, Uche
- 2009 : Tears of Hope, Olamma
- 2009 : Royal Tears, Olamma
- 2009 : Sound of Pain, Amarachi
- 2009 : Guilty Pleasure, Boma
- 2009 : Sexy Girls, Zita
- 2009 : Heat of the Moment, Anna
- 2009 : Entanglement, Chidera,
- 2009 : Clash of Twins, Mildred / Melisa
- 2009 : Beyond Desire, Anne,
- 2009 : A Weeping Soul
- 2010 : A Cry for Justice, Ella
- 2011 : White Chapel, Judith
- 2011 : Where Money Sleep, Egede
- 2011 : Weeping Soul, Grace
- 2011 : The Seekers, Judith
- 2011 : The Code, Susan
- 2011 : Secret Code, Susan
- 2011 : Thanks for Coming, Frieda
- 2011 : Gallant Babes, Frieda
- 2011 : Mirror of Life, Nneka
- 2011 : End of Mirror of Life, Nneka
- 2011 : Jewels of the Sun, Nneka
- 2011 : Heart of a Widow, June
- 2011 : Heart of a Fighter, Dubem
- 2011 :  Painful Victory , Chinenye
- 2012 : World of the Mind, Example
- 2012 : My World, Nancy
- 2012 : Mercy the Bus Driver, Ada
- 2012 : Heart of a Saint, Chidi
- 2012 : Sins of the Past, Wendy
- 2012 : Hand of Fate, Wendy
- 2012 : Brave Mind, Wendy
- 2012 : Deep Water, Erica
- 2012 : The Enemy I See, Erica
- 2012 : Power Of A Kiss, Sherry
- 2013 : Baby Oku In America, Baby Oku
- 2014 : 30 Days in Atlanta
- 2014 : Hustlers, Vicky
- 2014 : Bloody Ring
- 2015 : Thy Will Be Done, Lucy
- 2016 : Light Will Come
- 2017 : 16th Anniversary
- 2018 : Seven & A Half Dates, Bisola
- 2019 : Mmasi: The Arrogant Preacher
- 2020 : The New Normal
- 2021 : A Naija Christmas, Mrs. Bliss (Sammy)
- 2022 : Battle on Buka Street, Awele
- 2022 : Passport, Kopiko